# Homoeoneuria alleni
Homoeoneuria alleni är en dagsländeart som beskrevs av Pescador och Peters 1980. Homoeoneuria alleni ingår i släktet Homoeoneuria och familjen Oligoneuriidae. Inga underarter finns listade i Catalogue of Life.